# Имаи, Асами
Асами Имаи (яп. 今井 麻美, род. 16 мая 1977, Токио) — японская сэйю и певица, входящая в состав EARLY WING. Дебютировала в качестве сэйю в 1999 году и как певица в 2009, выпустив сингл Day by Day / Shining Blue Rain под лейблом 5pb. Самыми известными ролями являются Тихая Кисараги из франшизы The Idolmaster, Курису Макисэ из «Врат;Штейна», Цубаки Яёй из BlazBlue и Аюми Синодзаки из Corpse Party. Вместе с Эри Китамурой создала музыкальный дуэт Artery Vein, который также является частью 5pb.

## Биография

### Ранние годы
Асами Имаи родилась 16 мая 1977 в Токио и в возрасте восьми лет переехала из Сибуи в Токуяму (ныне Сюнан) в префектуре Ямагути, однако официально сообщается, что в префектуру Ямагути она не переехала, а родилась в ней. После окончания школы Асами лишь через год смогла поступить в школу искусств и литературы при университете Мэйдзи.

### Карьера
В 1998 году Имаи получила гран-при в номинации «актёры озвучания» ENIX Anime Awards (яп. エニックスアニメ大賞 эниккусу анимэ тайсё:). На тот момент она ещё училась. Уже в следующем году она дебютировала в качестве сэйю в CD драме Toki no Daichi〜Hana no Ōkoku no Majo〜, в 2001 году стала соведущей радиопередачи Tomokazu на радио Miki’s Radio Big Bang. В 2006 году Асами думала над тем, чтобы закончить карьеру сэйю, но отказалась от этой мысли, потому что не захотела отдавать роль Тихаи Кисараги из франшизы The Idolmaster другим актрисам.
В 2007 году Имаи меняет агентство, в дальнейшем проработав в «Kaleidoscope» 7 месяцев. 22 апреля 2009 года она выпускает дебютный сингл, в том же году Асами переходит в агентство «Early Wing», где работает до сих пор. В 2010 она озвучивает первую в своей карьере главную героиню — Киико Каваками в OVA Kuttsukiboshi. Продолжив работать в эстрадном направлении, 25 декабря 2010 года, Имаи проводит первый живой концерт. С того времени она ежегодно проводит концерты в мае, приуроченные к её дню рождения, и декабре.
В 2011 году она была удостоена премии Famitsu Award в номинации «Лучший женский голос».
Асами Имаи вместе с Эри Китамурой создала дуэт Artery Vein, который в основном исполнял песни для Corpse Party. Композиция «World-Line» в исполнении Асами использовалась как вторая завершающая тема аниме «Врата;Штейна 0». В 2019 году она исполнила вступительную тему сериала Pastel Memories.